# Jaime Salom
Jaime Salom Vidal (Barcelona, 25 de diciembre de 1925-Sitges, 25 de enero de 2013) fue un dramaturgo y médico español.

## Biografía
Cursó estudios de Medicina en su ciudad natal y optó en su licenciatura por la especialidad de oftalmología. Fue miembro del Consejo de Teatro del Ministerio de Cultura hasta el año 1995 y consejero de honor de la Sociedad de Autores, presidente de honor de la Asociación de Médicos Escritores Españoles y académico de la Real Academia de Medicina de Asturias y León y de la Real Academia de Bellas Artes y Ciencias Históricas de Toledo.
Su trayectoria literaria se remonta a la década de 1940, con piezas como Un bebé para papá (1948), en la que se atisba cierto interés social por cuestiones como el control de natalidad. El inicio de su éxito comercial en las salas españolas se inicia en 1955 con la obra El mensaje. En esa etapa comienza a configurar un estilo propio definido sobre la base de los principios de moral burguesa imperantes en la época, pero siempre tratados desde la comedia ligera.
Desde 1963 su literatura desprende una mayor madurez, con obras como La casa de las chivas, ejemplo de realismo social, y que culmina con una ruptura con los esquemas sociales del momento, que encuentra su mejor exponente en Viaje en un trapecio y Los delfines. Iniciada la Transición española su obra desprende ya de una manera más explícita una crítica a los poderes establecidos, recreando en ocasiones hechos y figuras históricas como en El corto vuelo del gallo, sobre los últimos años de vida del padre de Francisco Franco.
El Teatro municipal de Parla lleva su nombre. Ha conseguido numerosos premios, entre ellos el nacional de Literatura, el Premio Fastenrath, el Álvarez Quintero, el Espinosa y Cortina —los tres últimos otorgados por la Real Academia Española—, el Ciudad de Barcelona y tres veces el de la Crítica de Madrid, dos el de la Crítica de Barcelona, Premio Bravo y recientemente el Premio de la Crítica Teatral de Nueva York por la calidad de su obra.
Sus obras se han traducido al francés, inglés, alemán, griego, portugués, italiano, eslovaco, rumano, flamenco y árabe. Se han representado en gran cantidad de países europeos y americanos. De ellas se han hecho también versiones para el cine y la televisión en España, México, Alemania, Bulgaria y Eslovaquia. Asimismo ha publicado tres novelas (Editorial Planeta) y numerosos artículos.
Estuvo casado con la actriz y escritora Montse Clot y tuvo cuatro hijos de su primer matrimonio. Falleció el 25 de enero de 2013 en Sitges, Barcelona.

## Trayectoria literaria[3]
André Camp, decano de la crítica de París ha escrito en la revista literaria Ubu: "Jaime Salom es el autor español más interesante y completo de la segunda mitad del siglo XX".
(Fragmentos del libro del Profesor Izquierdo Gómez de la Universidad de Granada):
Su trayectoria literaria se remonta a la década de 1940 cuando escribe numerosas obras de teatro, con todos los defectos de un primitivismo. Su verdadero principio fue en 1955 con la obra El mensaje.
En su etapa pre-pública muestra ya cierta variedad temática y de géneros. En esa etapa llegó a escribir bastantes piezas, estrenando unas diez, por compañías de aficionados y en ámbitos reducidos. "Cuando llevaba escritas por lo menos veinte –declaraba el autor a Manuel del Arco- y que luego no me han servido para nada, sino como aprendizaje del oficio, que empezó en mi primera comedia estrenada por profesionales, El mensaje, y continúa en La playa vacía, otra imaginativa, que partió de El baúl de los disfraces y llega hasta Viaje en un trapecio". Es una época de tanteos y de ensayos que conforman su capacidad dramatúrgica y patentizan su voluntad perseverante. Se caracteriza por ser una producción didáctica, con sus dosis de humor y su internacionalidad crítica.
Posteriormente sufrió una profunda crisis teatral de unos cinco años, en los que casi renegó del teatro. Debió de ser un período nulo como autor durante el cual se dedicó exclusivamente a la medicina. Jaime Salom desde unas obras con problemas insinuados o arropados comprensivamente, ha evolucionado a otro de temáticas más profundas; un teatro mucho más conflictivo, más crítico y testimonial, donde se desnudan las vergüenzas y el orgullo del ser humano desde perspectivas revisionistas, basadas en la autenticidad de los comportamientos y de la libertad. A pesar de la movilidad de adscripción de algunas obras en diferentes periodos, en general se distinguen 5 bloques cronológicos por las fechas de estreno, a pesar de la movilidad de adscripción de sus obras en diferentes periodos.

### Periodo 1955-62
Abarca desde El mensaje a El cuarto jugador. En ellas el humor socarrón y comprensivo subyace una preocupación consciente por temas como el amor-matrimonio, la honestidad ética y la liberación personal frente a los encasillamientos sociales. Tal como afirmaría en años posteriores Eduardo G. Rico, "el problema de la responsabilidad, el complejo de culpa, la angustia, el compromiso, constituyen el eje del teatro "salomiano".
En Culpables primero y, más adelante, en La gran aventura se cuestiona ya la ortodoxia del amor matrimonial. La segunda, una verdadera joya de artesanía popular por sus tipos, apenas ha trascendido, quizá por haber sido escrita en lengua catalana, mientras que la primera le aupó a la fama y le proyecto hacia el exterior.

### Periodo 1963-67
Con ocho piezas estrenadas. Es la etapa cronológica más fecunda. Convencido ya de su poder creador y seguro de sí mismo, se entrega a una producción febril, como si no pudiera retener la fluencia de historias o asuntos teatralizables. Constituye su primera etapa de madurez, con predominio de los impulsos vitales con algunas piezas extraordinarias.
Las obras de este grupo fluctúan entre las tendencias más instintivas y liberalizantes y el statu quo. Tuvo problemas con la censura del momento. En la evolución progresiva del dramaturgo, El baúl de los disfraces supuso un gran salto cualitativo. Salom la ha considerado su primera obra más auténtica y original, libre de influjos externos, plena de fantasía formal y temática, con un planteamiento escénico distinto en el que se mezclan tiempos, personajes y hasta diálogos en diversos planos, dentro de la sensibilización y la melancolía más profundas.
Parchís party (y su versión Cita los sábados), Juegos de invierno y El hombre del violín, constituyen un teatro humorístico, desenfadado e irónico; a veces nostálgico, y cuyos valores más notables residen en la ductibilidad de los diálogos, la movilidad escénica y la diversidad de las situaciones…
Falta de pruebas y Espejo para dos mujeres (1964 y 1965) responden a hondas preocupaciones sobre la autenticidad de las conductas pero asimismo versan sobre las tensiones que agitan al hombre y le impelen a rectificar su modus vivendi, con el fin de realizarse más libremente, en consonancia con sus propios sentimientos e ideales. Esta última es un bello canto al amor abnegado de su protagonista, que renuncia al amor de su vida. Obra muy bien pensada y desarrollada con maestría.

### Periodo 1968-71
Coincide con el de la ruptura de Salom respecto a su mundo precedente, subdividiéndose en dos direcciones o tendencias. Una ligada a la más estable (La casa de las chivas, La playa vacía, La noche de los cien pájaros) y otra en clara avanzadilla hacia la disconformidad con el sistema socio-religioso predominante (Viaje en un trapecio, Los delfines).
Cada vez más, las tensiones vivenciales o ideológicas del autor, se traslucen en sus obras. En La playa vacía (1970) plasma esa lucha vivencial y dialéctica entre eros-vida humana y Dios-amor a través de la muerte, pero la protagonista busca refugio en Don Dios, huyendo de Tana (la muerte).
En 1967, José Monleón lo definía como "el autor de los contrastes como una permanente tensión entre la realidad social española y una realidad hipotética". Los delfines, primera obra a la que dedica una concienzuda investigación preparatoria. En ella aborda graves problemas sociales y generacionales, íntimamente ligados a la crisis de la burguesía industrial familiar, lucha por el poder empresarial (con probables connotaciones al régimen sociopolítico español), quiebra de los patriarcados familiares, hipocresías y rebeldías, amores frustrados, etc.; en una estructura original y dinámica espectacular.
Muchos reseñistas del momento destacaban el gran viraje producido en su creación dramática, pasando de la fantasía a las realidades sociales, con un teatro crítico respecto a la política, las costumbres, la religión, la tradición o la falta de libertades. Salom confesaba que esta pieza era la más importante y ambiciosa hasta el momento (1969) y le había trazado el camino a seguir. No le gusta la rutina y prefiere la fantasía. "Esta inquietud me ha llevado siempre a intentar técnicas y géneros distintos y, al mismo tiempo, me ha permitido tener una máxima libertad expresiva". Pese a lo cual reconocía: "En algún tiempo me influyó el teatro intimista de Chejov. Soy, asimismo, admirador del teatro de Peter Weiss y, en menor escala, de Albee.
Con Los delfines Salom traza una enorme zanja entre gran parte de la producción anterior y la siguiente. Desde entonces, sus obras ahondan en los problemas del entorno sociocultural como respuesta a sus preocupaciones personales, cada día más enraizadas en cuestiones básicas del ser humano. Su versión de La muralla china, de Max Frisch, en el año 1971, coincide con las preocupaciones íntimas de Salom, contribuyendo a que las aflorara en sus obras posteriores.
En estos años la personalidad del autor siente temblores sísmicos que zarandean sus cimientos socioculturales: los hábitos de convivencia, la concepción del amor y sus anclajes fijos, la sociopolítica, la producción artística, con sus tendencias múltiples y casi antagónicas, etc. La inmovilidad de la familia será, quizás, quien acuse mayor resquebrajamiento pero también su forma de concebir y hacer teatro. No es que Salom se pase a las desaforadas formas experimentalistas per se, pues su formación teatral y sus convicciones dramáticas están plenamente arraigadas pero amplia y diversifica las técnicas de expresión teatral, ensayando estructuras y enfoques novedosos que potencian los contenidos de las obras.

### Periodo 1972-82
Durante el mismo estrenaría seis obras originales más la adaptación de El rehén, de Brendan Behan. Tres de ellas sobre temáticas sociopolíticas basadas en hechos históricos. Son alegatos contra los poderes opresores, cargados de connotaciones al presente. Las transferencias de un tiempo a otro se suceden constantemente, con una gran libertad y movilidad escénica, sobre todo en Nueve brindis para un rey, de carácter farsesco y paródico.
Tiempo de espadas fluctúa entre la Teología de la liberación activa y el mensaje de amor y de paz transmitido por Cristo, todo en un ámbito cerrado, de gran tensión dramática y constreñido a las unidades clásicas. Aquí, el autor, utiliza su contexto religioso y político para expresar sus rebeldías contra todas las opresiones y dictaduras.
En El corto vuelo del gallo toma la figura del padre de Francisco Franco como encarnación emblemática del Republicanismo y de las libertades afectivas frente al Franquismo y al matrimonio indisoluble. La estructura teatral de esta pieza rompe la cronología espacio-temporal y los recursos escénicos con omnímoda libertad, en aras de la eficacia expresiva. Dramatiza ensoñaciones futuras no realizables, cual sueños de la razón; o enlaza varias escenas con los ruidos del accidente aéreo de Ramón Franco, etc.
Su actitud queda perfilada al afirmar que es una defensa de la vida frente a las instituciones, la ortodoxia, las apariencias, la hipocresía o la cultura, en su sentido conservador. La piel del limón e Historias íntimas del Paraíso (78) son, también alegatos contra la concepción machista del amor y el matrimonio. La primera, en tono bronco y feroz, acusaba a las instituciones por mantener la indisolubilidad del matrimonio. Es un canto de cisne por la libertad amorosa de la pareja y la autenticidad del amor al margen de normativas o de presiones sociales. La segunda es una comedia farsesca y desenfadada que pretende (a tono con el movimiento feminista) desmitificar el machismo del varón (de Adán y sus descendientes), parodiando la creación de Eva al parangonarla con la supuesta primera mujer del Paraíso, Lilith (inteligible, libre, feminista,…).
En estas piezas Salom ya no es "el autor de la duda, ni una permanente tensión entre polos opuestos", sino un combatiente por las libertades y contra los poderes represores. Marcan el punto álgido de su evolución, sin retrocesos ya a planteamientos precedentes. Con ellos hurga en los problemas de la sociedad actual desde una visión personal de dramaturgo serio. En 1978 declaraba: "Mi obra se ha intelectualizado en el transcurso del tiempo. Ahora soy más dialéctico, más testimonial (…) No soy doctrina, no quiero enseñar nada, simplemente dejar constancia de lo que sucede a mi alrededor".
Se siente impregnado por ideales revolucionarios, de ahí que busque nuevos temas y nuevas fórmulas teatrales en conexión con las convulsiones de la sociedad. Para él, las revoluciones actuales no son ya las sociales, económicas o políticas, sino las biológico-síquicas, la de una generación nueva que se levante contra el sistema y las instituciones de unas sociedades cuyos fundamentos no satisfacen.

### Periodo 1982-94
Produce obras en línea progresiva con la anterior. Desde Mis cuatro hombres (escrita para televisión), acerca de la explotación sucesiva, afectiva y machista, del padre, el marido, el amante y el hijo de una mujer que siempre soñó realizarse en libertad e igualdad, y su desplante liberador contra todo pronóstico; pasando por Una hora sin televisión (discurso dialéctico vigoroso y dramático entre unos esposos), hasta otras donde el componente sociopolítico se entrelaza con el amoroso-sexual. Un hombre en la puerta (84); Las Casas, una hoguera en el amanecer (publicada excepcionalmente antes de su representación en México (enero de 1990), biografía del padre fray Bartolomé de Las Casas y sus últimas obras estrenadas, El señor de las patrañas, sobre el novelista valenciano del Siglo de Oro Juan de Timoneda (octubre del 90) y Mariposas negras (Alicante, 1994).
Su antigua veta humorística sufre, asimismo, una trasformación radical. Cada año se torna más crítica y polivalente, se hace mordaz, sarcástica y corrosiva respecto a los poderes políticos en contextos paródico-farsescos. En Un hombre en la puerta acoge el tema del lesbianismo y en Las Casas, una hoguera al amanecer, insinúa cierta homosexualidad, casi congénita en el indio Señor, que está enamorado del joven Bartolomé.
Sus manifestaciones sobre la primera adquieren valor de manifiestos ideológicos: "En el fondo –dice- es la lucha del hombre frente a los dogmatismos, sean de partidos o de iglesias… O sea su lucha por superar viejas ideas, profundos sentimientos, enraizadas".
Jaime Salom cultiva tres grandes temáticas:
- Problemas morales del individuo dentro de grupos humanos reducidos
- La temática amoroso-sexual
- La sociopolítica

Y tres tipos de teatro:
- El teatro humorístico-evasivo
- El teatro dramático
- El teatro paródico-farsesco

Así como dos niveles expresivos:
- El predominantemente realista
- El simbólico e imaginativo.

Por supuesto, solo algunas piezas se circunscriben globalmente a una u otra nomenclatura, siendo lo más frecuente la confluencia de las temáticas, géneros y niveles.
En las últimas producciones el autor parece haberse colocado en el bando desaforado de las desmitificaciones más críticas y revulsivas, liberalizantes o permisivas. Defiende y promueve una libertad individual y popular casi ilimitada, basada en la autenticidad de cada cual y en el respeto a los demás; donde los conceptos de conciencia moral, ya no tienen por qué responder a principios emanados de los poderes o de las instituciones.

## Enclave generacional
El autor se consideraba, generacionalmente, entre los autores de la posguerra, junto a la generación que va de 1964 a 1976, como Antonio Buero Vallejo, Antonio Gala, Martín Recuerda, Carlos Muñiz y otros, pues "una posguerra dura, la de los años cuarenta, nos ha quedado como una cicatriz que aún duele los días de lluvia. Ese largo periodo de censuras y cortapisas nos marcó como una generación posibilista. Necesitábamos escribir y que nuestras obras tuvieran un público, para lo cual tuvimos que ceñirnos a lo que en el momento era publicable, aunque esto cercenara nuestra creación". 
En tal posición lo situaban, más o menos, Mario Antolín y José López Rubio. El primero señalaba hacia 1980, en una conferencia dada en Almería sobre los últimos 25 años del teatro español que "de la influencia de Miguel Mihura, Antonio Buero Vallejo, Alejandro Casona, José López Rubio y otros, surgen nuevos autores como Antonio Gala, José Luis Martín Descalzo, Jaime Salom, etc." Y López Rubio le consideraba dentro de la generación que sigue a la suya, con Buero Vallejo, Víctor Ruiz Iriarte, Antonio Gala y después Francisco Nieva y más.
En general la crítica engloba su teatro bien en un realismo amplio, bien en el simbolismo, caracterizado todo él por una construcción equilibrada, un excelente lenguaje y un notable humanismo.

## Relación de obras
El Mensaje (Opera prima)
Transcurre la acción en los años cincuenta que es cuando se escribió y estrenó esta obra. Una mujer, casada con un compositor, se siente perseguida por un extraño individuo, el cual se presenta en su casa y le dice que se ha evadido de un campo de concentración ruso en el que están internados los prisioneros españoles. Le trae una carta de su primer marido al que habían dado por muerto. Dicha carta se la ha de recitar de memoria ya que era demasiado arriesgado salir del campo con un papel firmado. La mujer ante el retorno del pasado se siente muy conmocionada y revive su viejo amor.
Llevada al cine con el título Carta a una mujer.
Dos mujeres, dos hombres. Un decorado. Dos actos.

Verde esmeralda
Año 1954
Género: Comedia.
Obra de humor que trata de las peripecias de un ladrón de guante blanco para robar un valioso collar de esmeraldas.
Dos hombres. Tres mujeres. Un decorado.

Culpables
Año 1955
Género: Thriller.
Los amores de un médico de una ciudad provinciana con la esposa de un magnate dueño de unos astilleros, les conduce al crimen. Pero ninguna de las apariencias resulta cierta, terminando trágicamente la obra con la muerte real del magnate en manos de su esposa.
Llevada al cine con el mismo título.
Una mujer, tres hombres. Un decorado. Dos actos.

El baúl de los disfraces
Año 1960
Género: Comedia.
En una noche de Carnaval, un anciano revive distintas épocas de su vida. Para ello escoge del baúl el disfraz que corresponde al momento. Hasta que el último disfraz, el de viejo, no puede cambiarlo porque ya es definitivo.
Obtuvo el Premio Fastenrath de la Real Academia
Una mujer, dos hombres. Un decorado. Dos actos en varias escenas.

La gran aventura
Año 1962
Género: Drama. (Su única obra escrita en catalán).
El sacristán de una pequeña parroquia sueña todos los días con recibir una carta que le libere de su condición. Cuando, al fin. La recibe no le conduce a la felicidad sino todo lo contrario. Termina la obra con los sueños de su hija.
Tres hombres y dos mujeres. Un decorado y dos actos.
Premio de la Crítica de Barcelona.

Cita los sábados
Año 1964
Género: Comedia.
Segunda versión de Parchís Party (estrenada en Madrid por Conchita Montes). Se trata de las fantasías de una esposa burguesa de una capital de provincias que se reúne con su marido y otro matrimonio para jugar todos los sábados al parchís. Mientras juega, suelta su imaginación que la convierte en una mujer maravillosa que vive diversas caricaturas cómicas a cual más halagadoras.
Contiene algunos fragmentos musicales. Dos mujeres, dos hombres. Un decorado. Dos actos.

Juegos de invierno
Año 1964
Género: Drama.
Los ancianos de un modesto asilo están consternados pues cada invierno muere uno de los asilados. Al tocarles la lotería de Navidad, con su importe deciden contratar a un médico que les proteja durante todo el invierno.
Cinco hombres. Dos mujeres. Un decorado.
Espejo para dos mujeres
Año 1965
Género: Drama.
Historia de dos hermanas que se reencuentran después de varios años de separación. El amante de una de ellas es el revulsivo que las enfrenta sobre todo en sus convicciones moral-sociológicas.
Dos mujeres, un hombre. Un decorado.

La casa de las chivas
Año 1967
Género: Drama.
Durante la guerra civil española un grupo de soldados de la zona republicana están instalados en una casa próxima al frente, donde viven dos hermanas jóvenes con su padre. Las relaciones de los soldados con una de ellas que se entrega fácilmente a sus deseos pero que defiende como una leona la virtud de su hermana pequeña constituye el núcleo central de este drama, que termina con la retirada de las tropas, al término de la guerra.
Obtuvo varios premios entre ellos el Álvarez Quintero de la Real Academia.
Obra de enorme éxito con más de 5000 representaciones en España. Fue llevada al cine por el director León Klimovsky.
Dos mujeres, siete hombres. Un decorado. Dos actos.

Los delfines
Año 1968
Género: Drama.
Historia de la decadencia de un gran imperio industrial, por la intransigencia y conservadurismo a ultranza de la heredera del mismo al morir su marido. Una situación fácilmente transportable al Estado, a la Iglesia y a tantas instituciones frente al problema que les llevará a su destrucción. Obtuvo el Premio Nacional de literatura.
Cinco mujeres, cinco hombres. Un decorado muy complejo. Dos actos.

La playa vacía
Año 1970
Género: Drama.
En una playa mediterránea, una exactriz ya madura vive sola con una vieja sastra de su compañía que se está muriendo… Un joven latin lover que se cuida de las barcas y de las hamacas la consuela durante el invierno. Pero el mar le trae a una joven misteriosa que da a sus vidas un nuevo y trágico sentido.
Esta obra fue llevada al cine por el director mexicano Roberto Gavaldón.
Dos mujeres, dos hombres. Un decorado. Dos actos.

Viaje en un trapecio
Año 1970
Género: Comedia.
Fantasía poético-circense en la que los actores encarnan diversos personajes humanos o de diversos animales, como un perro, un león etc… La ingenua criada del bar de un circo ambulante se enamora del director del mismo que, a su vez, está coladísimo por la odiosa estrella del espectáculo (los papeles femeninos son encarnados por la misma actriz)
Una mujer y dos hombres. Un decorado.

La noche de los cien pájaros
Año 1970
Género: Drama.
Recreación de 'Falta de pruebas' estrenada en Barcelona por Alejandro Ulloa.
Narra la historia de un estudiante de Derecho que dejó sus libros para casarse con la joven dueña de un puesto de carnicería en un mercado. Pasó el tiempo y cuando ya se sentía integrado con sus compañeros del mercado, recibe una invitación para una reunión de los antiguos alumnos de Derecho de su promoción. Allí descubre el mundo que ha perdido… y una joven mujer de la que se enamora y que le lleva hasta el propósito de liberarse de su esposa envenenando el vaso de leche que toma todas las noches al acostarse…
Llevada al cine por el director Rafael Romero Marchent.
Cuatro mujeres, cuatro hombres. Un decorado complejo y dos actos.

Tiempo de espadas
Año 1972
Género: Drama.
Transposición de La última cena de los Apóstoles en la época de la invasión alemana o del telón de acero, ya que no se especifica. Un grupo de radicales opositores se reúnen esperando que su jefe lidere la rebelión contra el tirano invasor. Pero hay una traición y es apresado… Estudio de cada una de las posiciones de los discípulos.
Premio de la Crítica de Madrid
Dos mujeres, trece hombres. Un decorado. Dos actos.

Nueve brindis por un rey
Año 1972
Género: Drama.	
Farsa sobre el Compromiso de Caspe, con todas sus corrupciones, influencias y amenazas. Espejo de las circunstancias españolas a la muerte del dictador, aunque fue escrita y estrenada antes de que esto ocurriera. Personajes y situaciones esperpénticas para terminar en una injusticia colectiva con el ninguneo de quienes defendieron la justicia.
Tres mujeres, trece hombres. Un decorado complejo y dos actos.

La piel del limón
Año 1974
Género: Drama.
Un industrial casado y con una hija adolescente, se encuentra con el verdadero amor. El intento de romper con su vida y sus circunstancias para emprender un camino de libertad se ve combatido primero y finalmente derrotado por el entorno burgués y convencional que le ahoga. Siendo su joven amante la verdadera víctima de la situación.
Tres mujeres y dos hombres. Un decorado. Dos actos.
Premio Espinosa Y Cortín de la Real Academia.

Historias íntimas del Paraíso
Año 1976
Género: Comedia.
Comedia de humor. El Paraíso acaba de ser creado y un ángel llega como administrador del mismo, aunque sin idea de nada. Adán tiene como pareja a Lili que tiene una mentalidad muy liberal, la cual después de varias disputas se marcha de su lado. Un divorcio. Entonces el ángel recuerda como hizo Dios a los humanos y con la ayuda de Adán y un poco de barro crean la mujer ideal para un machista: Eva, madre, ama de casa y sumisa… Pero Lili y Eva se encuentran…
Dos mujeres, dos hombres. Un decorado. Dos actos con varias escenas.

El corto vuelo del gallo
Año 1978
Género: Comedia.
Obra que trata con humor uno de los grandes dramas de España: las dos Españas. Los padres de Francisco Franco, el futuro Caudillo, se separan en 1907. Don Nicolás Franco, el padre, se une a una joven mujer que seguirá toda la vida a su lado. Es un hombre anárquico, orgulloso y muy antifranquista. Su curiosa historia, la de Ramón Franco (su hijo republicano) y la del resto de su familia, constituyen el tema de este singular y original texto.
Cuatro mujeres, cuatro hombres. Un decorado. Dos actos con varias escenas.

Un hombre en la puerta
Año 1980
Género: Drama.
Un hombre militante del Partido es expulsado del mismo por sus ideas heterodoxas. En busca de su vida anterior a su filiación, se presenta en la casa de una antigua amante, bailarina de cabaret de la que conserva las llaves con la que recuerdan viejos tiempos. Pero la vida ha sido implacable y nada puede recomponerse.
Dos hombres, dos mujeres. Un decorado. Dos actos.

Una hora sin televisión
Año 1984
Género: Drama.
Comedia dramática. Una esposa le pide a su marido, como regalo de su aniversario de bodas. Una hora sin tener encendida la televisión, hará poder hablar de su relación. Durante esta hora salen como de una caja de Pandora todos los resentimientos, odios y agravios vividos por la pareja…
Obra de gran éxito en España y en los escenarios extranjeros.
Una mujer y un hombre. Un decorado. Un acto con varias escenas.

El señor de las patrañas
Año 1987
Género: Comedia.
Farsa renacentista, un tanto bocacciana. En Valencia, en el siglo XVI vive Juan de Timoneda, el célebre autor de El Patrañuelo con su familia. Un secretario de la Virreina pide la mano de su bella sobrina, pero no para casarse, ya que su posición social no es la adecuada, sino como amante oficial. Al poco tiempo, muere la Virreina y sube al poder un religioso muy estricto que obliga al secretario a devolver la sobrina a su familia. También le impone una censura a sus obras literarias a lo que se rebela el escritor. En resumen, la lucha del intelectual contra el poder tiránico. 
Se representó también como musical con el título La lluna de Valencia(en catalán).
Tres mujeres y cuatro hombres. Dos actos y dos decorados.

Las Casas: una hoguera al amanecer
Año 1990
Género: Comedia.
Relata la historia de Bartolomé de las Casas, defensor de los indios, verdadero predecesor de la teología de la liberación, un personaje fundamental en la historia de América y España. Desde su partida de Sevilla como doctrinero, pasando por sus épocas de encomendero y de dominio rebelde, con sus éxitos y sus continuos fracasos provocados por la incomprensión de unos y otros hasta sus últimos años en el convento de Atocha. La obra es un gran fresco histórico con la grandeza y servidumbre de la colonización española.
Llevada al cine por el director mexicano Sergio Olhovich. Representada en Washington y en México. 
Cuatro mujeres, once hombres. Un decorado complejo. Dos actos.

Casi una diosa
Año 1990
Género: Drama.
Narra la historia de Gala, la esposa de Paul Éluard y de Salvador Dalí. París, Port Lligat, Nueva York y el Castillo de Púbol son los escenarios donde transcurren las vicisitudes de la vida de la protagonista: sus extraños amores con Dalí, y con sus numerosos amantes, especialmente con el actor que representa el musical Jesucristo Superstar son junto a las vicisitudes económicas y artísticas de Dali, el principal atractivo de esta obra, escrita con una técnica muy singular, como de puzzle.
Una mujer, 3 hombres. Un decorado. Un acto.

Mariposas negras
Año 1993
Género: Drama.
Un alto cargo de un banco (homosexual) convive con un joven gay y una tía carnal que le adora y se siente celosa del amiguito de su sobrino. Sus vidas se verán perturbadas por la llegada de una antigua alumna del profesor, viuda de un guardaespaldas de un mafioso colombiano instalado en Nueva York. Obra de sentimientos y complejos erótico-sentimentales.
Dos mujeres y dos hombres. Un decorado. Dos actos.

La trama
Año 1994
Género: Thriller.
Recreación de Culpables con notables diferencias y cargando la mano en la relación del médico con su enfermera que en esta versión resultan ser los verdaderos culpables. Muy intrigante.
Dos mujeres y tres hombres. Un decorado y un aplique. Dos actos.

Una noche con Clark Gable
Año 1996
Género : Comedia.
Dos hermanas muy distanciadas en cuanto a carácter y costumbres se ven obligadas al morir la madre, a vivir juntas. La aparición de un extraño pretendiente complica aún más su convivencia.
Una mujer (papel doble) Un hombre.

El otro William
Año 1996
Género: Drama.
En la época isabelina, en Inglaterra, William Stanley, VI Conde de Derby, un posible heredero de la reina, se dedica vocacionalmente a escribir dramas y tragedias que por su estirpe y categoría no pueden ser representados con su nombre en los corrales por los cómicos. Por ello busca alguien que le preste su firma, un actor de segunda, llamado Shakespeare. La relación del Conde con su familia y sobre todo con el otro William, constituye la trama de esta obra que empieza y termina con la visita de unos turistas actuales al castillo de los Derby.
Tres mujeres, cuatro hombres. Un decorado. Dos actos.

Más o menos amigas
Año 1998
Género: Comedia.
Dos hermanas, una de ellas cantante de cabaret y la otra empleada en una gestoría de un pequeño pueblo, se ven obligadas a la muerte de su madre a vivir juntas en la ciudad. Sus diferencias y sus contiendas son notables y sus disputas continuas. Una llamada telefónica de un galán que las confunde, produce una situación divertida y un desenlace sorprendente.
Dos mujeres, un hombre. Un decorado. Dos actos.

Las señoritas de Aviñón
Año 1999
Género: Comedia.
A principios del siglo XX en un burdel de la calle de Aviñó de Barcelona, un joven pintor llamado Picasso, es un cliente asiduo que está enamorado de una de las chicas. Su relación con esa y las demás pupilas del establecimiento le sirven de inspiración para su célebre cuadro. Premio de la Crítica de Madrid. Premio de la Crítica Teatral de Nueva York. Traducida a varios idiomas y representada en América y Europa, con gran éxito.
6 mujeres y un hombre. Dos actos y un decorado.

Esta noche no hay cine
Año 2001
Género: Comedia cómica. (Quizá la única de este género escrita por el autor).
En 1931, recién proclamada la Segunda República, una compañía de cómicos ha sido contratada para representar Otelo, en las fiestas de un pueblo donde se hace cine todos los domingos. Al volcar el autocar que trasladaba a los actores y ser ingresados éstos en un hospital, debería suspenderse la representación, pero el primer actor que no iba en el autocar y la hija del dueño de la tienda de quesos del pueblo arreglan como pueden el desaguisado e interpretan a su manera la obra. La pieza termina con unas escenas finales tan sorprendentes como regocijantes.
Dos mujeres, tres hombres. Un decorado y un acto.

La pecera y el mar
Año 2002
Género: Comedia.
Teatro del absurdo, con mucho, mucho humor y hasta comicidad. La pecera con sus sorpresas y su incierto futuro se desarrolla durante el primer acto. El mar donde terminan las inquietudes, el segundo. Dos hombres. Dos decorados.

Los increíbles 20
Año 2003
Género: Comedia.
Rememoración de un cruel crimen ocurrido en los años 20 en Madrid. En clave de humor disparatado, rozando también lo absurdo con una fuerte dosis de crítica de la sociedad de su tiempo.
Una mujer. Cuatro hombres. Un decorado.

Yo Dalí
Año 2011
Género: Ópera.
La ópera con música de Benguerel narra la vida de Dalí desde que conoció a Gala en París, todos sus amores apasionados, sus odios, sus vicisitudes y las extravagancias, terminando con la muerte del genio en una desesperada búsqueda de la sombra de Gala.
Estrenada en el Teatro de la Zarzuela de Madrid y en el gran Teatro del Liceo de Barcelona.

Las griegas
Año 2012
Género: Drama.
En el Theatre Thalia de Nueva York tendrá lugar el estreno.

Callas and Medea
Año 2012
Género: Drama.
En el Theatre Thalia de Nueva York tendrá lugar el estreno el 18 de mayo de 2012.

## Premios
- Premio de la Crítica de Barcelona, por La gran aventura. 1962.
- Premio Isaac Fraga de Teatro, por Juegos de invierno. 1964.
- Premio Fastenrath, por El baúl de los disfraces. 1964.
- Premio Nacional de Teatro, por La casa de las chivas. 1968.
- Premio Álvarez Quintero de la Real Academia, por La casa de las chivas. 1968.
- Premio Nacional de Literatura Calderón de la Barca, por Los delfines. 1969.
- Premio de la Crítica de Madrid, por Tiempo de espadas. 1972.
- Premio Espinosa Y Cortín de la Real Academia, por La piel del limón. 1974.
- Premio de la Crítica de Madrid, por Las señoritas de Aviñón. 1999.
- Premio de la Crítica teatral de Nueva York, por Las señoritas de Aviñón. 1999.

## Otras distinciones
- Finalista del Premio de la crítica de Barcelona, por El mensaje. 1961.
- "Importante del año" (Diario de Barcelona y Radio Barcelona). 1967.
- "Los Mejores" (Periódico Solidaridad Nacional de Barcelona). 1967.
- Popular de Pueblo (Periódico Pueblo). 1969.
- Finalista del Premio Mayte, por La casa de las chivas. 1969.
- Rosa de San Jorge del Círculo Catalán de Madrid. 1970.
- Finalista del Premio del Foro Teatral. 1972.
- Premio del "Club de Vanguardia" (Periódico La Vanguardia de Barcelona). 1980.
- Médico humanista (Revista El Médico). 1987.
- Accésit del Premio Lope de Vega del Ayuntamiento de Madrid, por Los delfines.
- Homenaje del Centro Latinoamericano de Creación e Investigación Teatral (CELCIT) Caracas. 1997.
- Finalista del premio de Literatura Dramática, del Ministerio de Cultura, por Casi una diosa. 2002.
- Finalista del Premio Mayte, por Casi una diosa. 2002.
- Homenaje del periódico Las Tablas de Daimiel. 2004.

## Obras estrenadas y no publicadas
El cuarto jugador
Año 1962
Premio de la Real Academia de Lérida.

El triángulo blanco
Año 1960

El hombre del violín

## Obras para la televisión, cine y traducidas

### Obras para la televisión
Aunque no es el campo favorito de Jaime Salom, ha hecho algunas incursiones en el campo de la TV. La mayoría de sus obras teatrales han sido emitidas por la televisión en cadenas españolas, búlgaras, eslovacas y cubanas.
- Mis cuatro hombres. Escrita directamente para Televisión.

- Detrás del telón. Serie de 13 episodios.

También escribió en colaboración con Jaime de Armiñán una serie sobre Bartolomé de las Casas destinada a la Televisión americana.

### Obras para el cine
- Tu marido nos engaña (El triángulo blanco). Director Miquel Iglesias Bonns. España.

- Carta a una mujer (El mensaje). Director Miquel Iglesias Bonns. España.

- Culpables. Director José María Forn. España.

- La casa de las chivas. Director León Klimovsky. España.

- La noche de los cien pájaros. Director Rafael Moreno Alba y Rafael Romero Marchent. España.

- La playa vacía. Director Roberto Gavaldón. España - Méjico.

- La leyenda negra (Una hoguera al amanecer). Director Sergio Olhovich. Méjico.

### Obras traducidas
Han sido traducidas a: portugués, francés, inglés, eslovaco, alemán, italiano, árabe, flamenco, rumano, griego, romance… y han sido representadas en más de 30 países.

## Obras inéditas
- Mamá sonríe.

- Huelga de ratones.

- La hora gris.

- Motor en marcha. Premio Ciudad de Barcelona.

- Regalo de bodas.

- No cuentes las velas de la tarta.

## Primeros intentos teatrales
Todas estas obras fueron escritas en la década de los cuarenta.
- El, Ella.
- Un momento de ilusión.
- Son días de fiesta.
- Se casa Berta sin Germán.
- El amor se ha puesto gafas.
- Tú, yo y cinco más.
- Lo que el viento se dejó.
- Un corazón que hace tic tac.
- Una luna y cinco estrellas.
- La venda de los ojos.
- Un bebé para papá.
- Un sitio en la mesa.
- La luz, el gas y Pepe Sánchez.
- Los cuatro iguales.
- Caza mayor.
- Jazz.

## Narrativa
Las rayas blancas
Editorial Planeta
Esta novela convertida por el propio autor en obra de teatro, con el título de La piel del limón fue premiada por la Real Academia Española y reprsentada con éxito en Madrid, Londres, Nueva York y otras ciudades.
Reeditada por Editorial Visión Net.

La danza de las horas
Editorial Planeta
Esta es una historia de amor, de celos, de lucha generacional, una sorprendente historia vivida por un hombre y una mujer que se adoran y que poco a poco, a medida que transcurren las horas, los años sus vidas van distanciándose hasta convertir su gran amor en rivalidad, en odio, en muerte…
Reeditada por Editorial Visión Net.

La casa de las chivas
Editorial Planeta
La versión novelada se desarrolla durante los últimos meses de la guerra civil en una casa de labradores de las afueras del pueblo. En ella conviven nueve, dos mujeres hermanas y siete hombres de distintas edades y condición. El hambre, el miedo y las apetencias sexuales son en realidad los protagonistas de esta historia real vivida por personajes de carne y hueso, sobre cuyas cabezas planea la sombra de la muerte.
Reeditada por la Editorial Plaza & Janes.
Desde el escenario
Editorial Fundación Autor
Prólogo de Paul Preston.
El libro permite acercarse a la faceta menos conocida de Jaime Salom, la del escritor atento a su tiempo y preocupado por él. Siempre, eso sí, desde su mirada de hombre de teatro, desde el escenario.

## Libros sobre su obra
- Los médicos y la literatura. Autora: Margarita Ramírez. Fundación Unicaja Málaga. 2002. 244 páginas.

- Obra teatral de Jaime Salom. Autor: Jesús Izquierdo Gómez. Universidad de Granada. 1993. 355 páginas. Prólogo de Ricart Salvat.

- Jaime Salom. Autor: Phyllis Zatlin-Boring. Editorial Twayne Publishes. Boston (USA). 1982. Inglés. 163 páginas.

- Medici Scrittori di Spagna. Autor: Arnaldo Cherubini. XV-XX Secolo. Sena. 1991.

- Confirmación y éxito de un dramaturgo. Autor: Jesús Izquierdo Gómez. Editado por Universidad de Granada. 1977. 345 páginas. Prólogo de Mª José Ragué.

- Teatro de Jaime Salom. Biografía. Autor: Jesús Izquierdo Gómez. Estudio Temático y Estructuras - tesis doctoral. Universidad de Granada.

## Obras traducidas

### Inglés / americano
/ 
- The house of the chivas.

- Bonfire at dawn.

- Callas and Medea.

### Italiano
- Le signorine d’Avignone.

- Un’ora senza televisione.

- La trama.

- Storie intime del paradiso.

- L’altro William.

- Il breve volo del gallo.

- Il Signore delle ilusionni.

- Farfalle nere.

### Alemán
- Les demoiselles d'Avignon. Erhielt den “Premio de la Crítica de Madrid” als bestes Theaterstück des Jahres 2001 und wird erfolgreich in Spanien und Paris Aufgeführt.

- Ein mann ist soeben erschossen worden. (Culpables).

- Ewige ev. (El baúl de los disfraces).

- Intime gerschichten aus dem paradies. (Historias íntimas del paraíso).

- Das Komplott. (La trama).

- Machricht aus russland. (El mensaje).

### Eslovaco
- Vinnici. (Culpables).

- Hodina bez televizie. (Una hora sin televisión).

- Kral’ komedie. (El señor de las patrañas).

- Takmen bohyna. (Casi una diosa).

- Ten Druhy William. (El otro William).

- Plamene úsvitu. (Una hoguera al amanecer).

- Takmer dokomala pasca. (La trama).

### Francés
- Les demoiselles d’Avignon. (Las señoritas de Aviñón).

- Une heure sans télévision. (Una hora sin televisión).

- Histoires intimes du paradis. (Historias íntimas del paraíso).

- Presque une déesse. (Casi una diosa).

- Papillons noirs. (Mariposas negras).

- La malle aux costumes. (El baúl de los disfraces).

- Coupables. (Culpables).

- Le train de 14 heures. (El tren de las dos).

- Le coq vole bas. (El corto vuelo del gallo).

- Une flamme dans le matin. (Las Casas: Una hoguera al amanecer).

- L’autre William. (El otro William).

- Excusez-moi. (Perdonen las molestias).

- La plage vide. (La playa vacía).

- La trame. (La trama).